# Emma Westerström
Emma Kristina Westerström, född 27 september 1875 i Härnösands församling, Västernorrlands län, död 4 mars 1956 i Härnösands församling, Västernorrlands län, var en svensk rösträttsaktivist. 
Hon var verksam i kampanjen för införandet av kvinnlig rösträtt i Sverige och ordförande för Föreningen för kvinnans politiska rösträtt i Härnösand 1917-1921.